# Cornelis Karel Elout
Cornelis Karel Elout (Utrecht, 7 augustus 1870 - Wassenaar, 4 december 1947) was een Nederlands journalist die een belangrijke rol heeft gespeeld voor de georganiseerde journalistiek en bekend is als oprichter van het Genootschap Onze Taal.

## Leven
Elout is zoon van Cornelis Hendrik Elout en Marie Madelaine Rose. Hij groeide op in Domburg, waar zijn vader burgemeester was, en bezocht de HBS in het nabijgelegen Middelburg. Hij trouwde op 2 mei 1898 met Jacomina Wilhelmina Belia Voorbeijtel. Na haar overlijden, trouwde hij op 21 maart 1904 met Helena Maria Belia Voorbeijtel. Elout had twee zoons, van wie een uit zijn eerste huwelijk, en twee dochters.

## Werk
Aanvankelijk koos Elout voor een militaire carrière om in 1891 als verslaggever in dienst te treden bij het Algemeen Handelsblad. In 1901 werd hij voor deze Amsterdamse krant correspondent in (politiek) Den Haag, waar hij in de loop der jaren veel gezag verwierf. In 1936 stopte hij als redacteur, maar bleef vanuit Den Haag nog wel over culturele onderwerpen schrijven.
Elout trok ook aandacht door tussen 1896 en 1898 een serie interviews met bekende persoonlijkheden te publiceren in Elsevier's Geïllustreerd Maandschrift, destijds nog een tamelijk onbekend genre, zeker in serievorm. Hij interviewde kamerlid en priester Herman Schaepman, oud-minister Samuel van Houten, generaal Karel van der Heijden, senator Abraham Carel Wertheim en hoofdredacteur van de Arnhemsche Courant Gerard Keller. De interviews zijn in 2013 met als titel De eerste interviews. De negentiende-eeuwse vraaggesprekken van een journalistiek pionier in boekvorm verschenen bij Elsevier Boeken, ingeleid door de historicus Coen Brummer.
Navolging kreeg hij bijvoorbeeld van de journaliste Mien van Itallie-van Embden (1870-1959) die vanaf 1922 eveneens interviews afnam van bekende persoonlijkheden die in 1924 en 1928 gebundeld werden in Sprekende portretten.

## Gereorganiseerde journalistiek
Nog voor de eeuwwisseling werd Elout actief in de Nederlandsce Journalisten-Kring, die door zijn bemoeienis meer een vakbondsachtig karakter kreeg.

## Politieke ambities
Bij de verkiezingen voor de Tweede Kamer van 1909 was Elout kandidaat voor de liberale partijen in het kiesdistrict Enschede; hij werd niet verkozen.